# Ronald dos Santos Lopes
Ronald dos Santos Lopes, noto semplicemente come Ronald (Belford Roxo, 18 giugno 1997), è un calciatore brasiliano, centrocampista del Vitória.

## Caratteristiche tecniche
È un centrocampista difensivo.

## Carriera
Cresciuto nel settore giovanile del Flamengo, nel 2012 è stato ceduto al Nova Iguaçu con cui ha esordito fra i professionisti disputando l'incontro del Campeonato Carioca Série B1 pareggiato 1-1 contro il Carapebus. In seguito ha giocato per Nacional de Muriaé, Ponte Preta e Juventus-SC, alternandosi fra campionati statali e competizioni giovanili.
Il 10 agosto 2020 è stato acquistato in prestito per una stagione dal Fortaleza, con cui ha debuttato nel Brasileirão dieci giorni più tardi in occasione dell'incontro vinto 3-1 in casa del Goiás.

## Palmarès
- Campeonato Carioca Série B1: 1

Nova Iguaçu: 2016